# St. Stephan (Lauterbach)

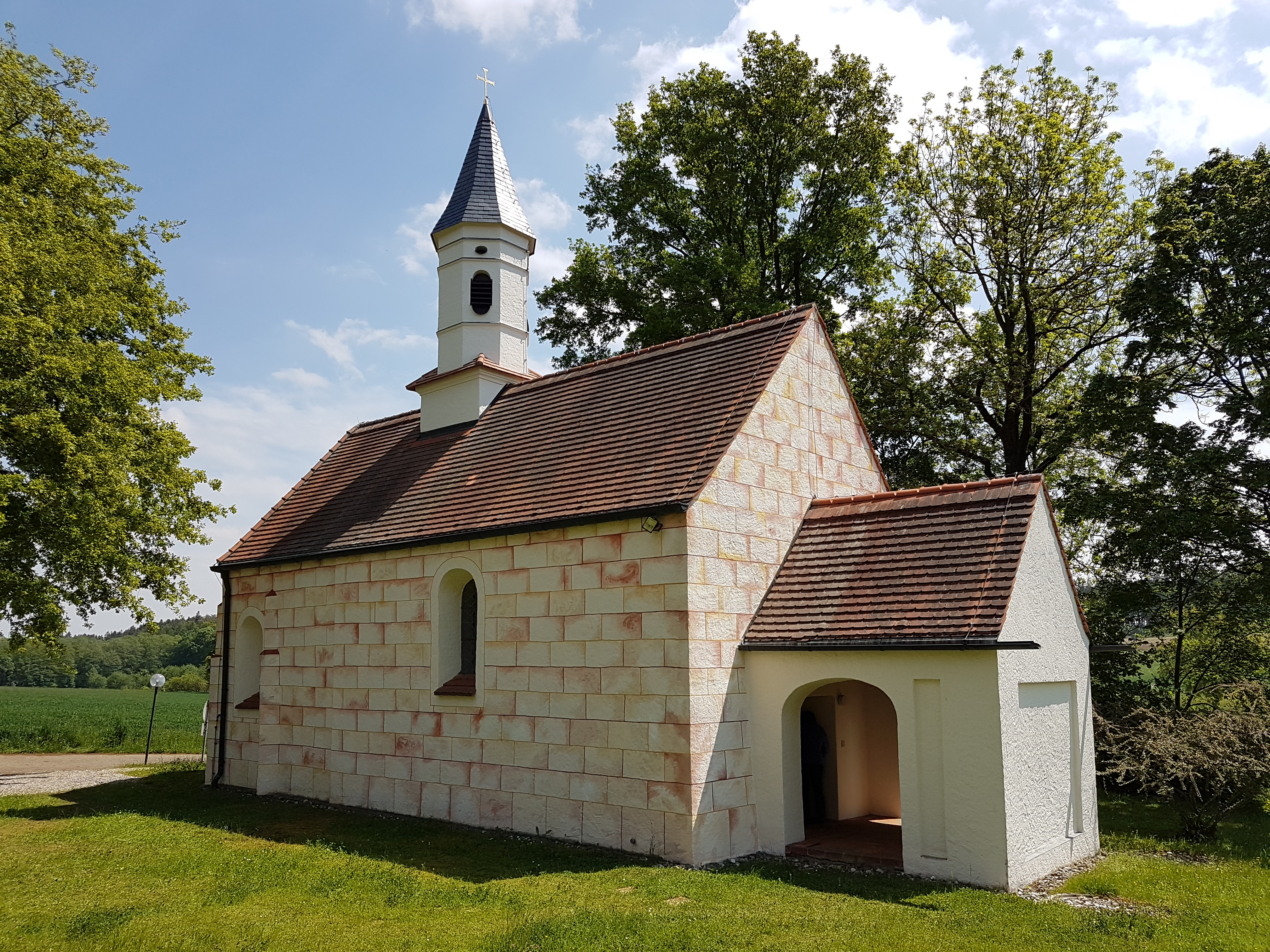
St. Stephan in Lauterbach

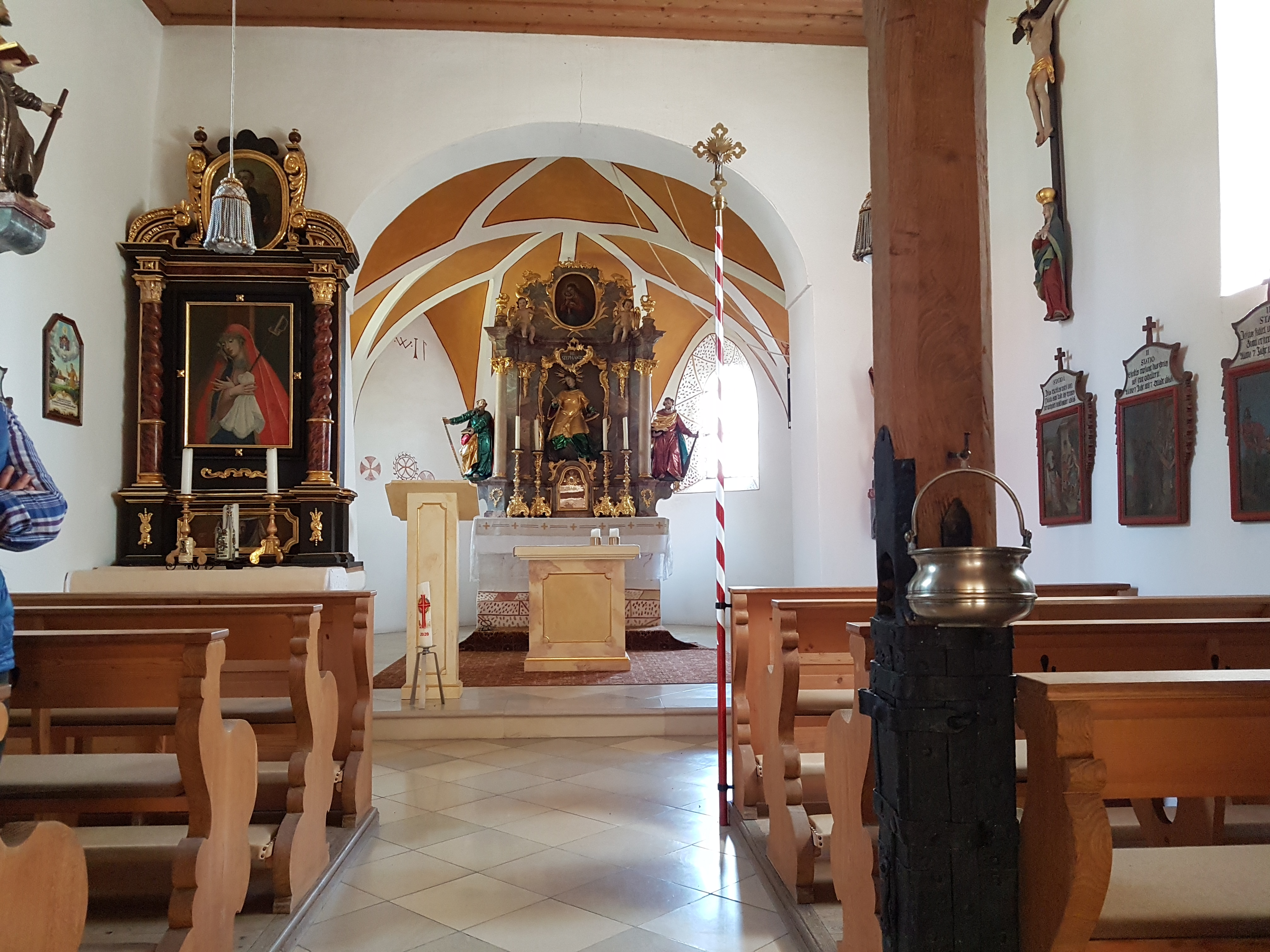
Innenraum

Die römisch-katholische Filialkirche St. Stephan steht in Lauterbach, einem Gemeindeteil von Fahrenzhausen im oberbayerischen Landkreis Freising. Das Bauwerk ist in der Liste der Baudenkmäler in Fahrenzhausen als Baudenkmal unter der Nr. D-1-78-123-22 eingetragen. Die Kirche gehört zum Dekanat Dachau im Erzbistum München und Freising.

## Beschreibung
Die spätgotische Saalkirche wurde vor 1470 erbaut. Sie besteht aus dem Langhaus und dem dreiseitig geschlossenen Chor zu zwei Jochen im Osten. Die Außenwände sind mit imitiertem Quadermauerwerk versehen. Auf dem Dach erhebt sich über dem Chorbogen ein Dachreiter mit spitzem Helm, in dessen achteckigem Obergeschoss der Glockenstuhl mit zwei Glocken steht.
Der Innenraum des Langhauses hat eine Holzbalkendecke; im Chor gibt es ein Netzgewölbe mit aufgemalten Gewölberippen. Der Hochaltar aus der Mitte des 18. Jahrhunderts wird von den Skulpturen der Apostel Simon Petrus und Judas Thaddäus flankiert.